# Romana (Doctor Who)
Romana, abreviatura de Romanadvoratrelundar, es un personaje de ficción de la longeva serie británica de ciencia ficción Doctor Who. Se trata de una Señora del Tiempo del planeta Gallifrey acompañante del Cuarto Doctor.
Como Señora del Tiempo, Romana puede regenerarse, y ha tenido dos encarnaciones en pantalla con diferentes personalidades, apodadas por los fanes Romana I y Romana II. Romana I fue interpretada por Mary Tamm de 1978 a 1979, y cuando Tamm decidió no firmar para una segunda temporada, se eligió a otra actriz para el papel. Así, Romana II fue interpretada por Lalla Ward de 1979 a 1981 regularmente, en imagen de archivo en 1983 y en 1993 como invitada.
Romana es la segunda de los dos únicos miembros de la raza del Doctor que viajan con él en la serie original. La otra es Susan Foreman, la nieta del Doctor, aunque Susan nunca es identificada explícitamente como Señora del Tiempo.

## Romana I
El Guardián Blanco asigna a Romana para que ayude al Doctor durante su búsqueda de la Llave del Tiempo, una serie de seriales interconectados que constituyeron la temporada 16 (1978-1979). Romana aparece por primera vez en The Ribos Operation, y se pretendía que fuera un contraste a su antecesora, la salvaje Leela. Al principio, Romana es altiva y algo arrogante, mirando por encima del hombro al Doctor (a quien considera académicamente inferior) y respondiendo a su rechazo inicial a su presencia con miradas gélidas. Sin embargo, pronto comienza a apreciar la experiencia y sentido de aventura del Doctor, y comienza a respetarle como un profesor.
Durante el transcurso de la temporada 16, Romana comienza a adquirir algunas características de la clásica "damisela en apuros" gritona, lo que hicieron tomar a Tamm la decisión de no seguir en el papel al pensar que ya había llevado al personaje tan lejos como podía. De esta forma, Romana se regenera al principio de la 17.ª temporada, apareciendo con una nueva apariencia física y una personalidad más ligera.
Aunque Tamm abandonó el programa de una forma relativamente amistosa y estaba dispuesta a filmar una secuencia de regeneración al principio de la temporada 17, no la invitaron a hacerlo. Ella ha dicho que la explicación tan repetida de que abandonó por su embarazo es un mito que comenzó el productor John Nathan-Turner ya que ella no estaba embarazada cuando decidió abandonar la serie. Sin embargo, su embarazo fue lo que se establecieron como razón para que no pudiera filmar la secuencia de regeneración.

## Romana II
La presentación de la segunda encarnación de Romana en Destiny of the Daleks, un guion acreditado a Terry Nation, pero con varios añadidos y alteraciones del editor de guiones Douglas Adams, trata el concepto de regeneración de forma humorística. Al principio del serial, Romana cambia de cuerpos varias veces, como alguien que se probara trajes diferentes, antes de decidir tomar la forma de la princesa Astra, interpretada por Lalla Ward en el último serial de la temporada 16, The Armageddon Factor. Esta escena causa controversia entre algunos fanes, ya que no se ajusta al tratamiento de la regeneración en relación con el Doctor y otros Señores del Tiempo.
Romana II tiene una relación mucho más íntima con el Doctor que su predecesora, hasta el punto que algunos fanes asumieron una relación romántica entre ambos. Aunque tal relación nunca se vio de forma explícita ni existía la intención por parte de los guionistas, muchos fanes encontraron sus signos particularmente evidentes en la historia City of Death, quizás reflejando el romance en la vida real que surgió entre Tom Baker y Lalla Ward durante la producción de esa historia y que acabó en su corto matrimonio. En muchos sentidos, ella es la acompañante más parecida al Doctor, sin contar el ser de la misma raza y de comparable inteligencia, a veces imita su sentido del estilo, lleva su propio destornillador sónico, y ocasionalmente saca lo mejor de él en momentos de broma y situaciones más prácticas. Mientras su experiencia práctica se desarrolla, también va haciéndose más hábil y segura de sí misma en las situaciones en que se encuentra.
Al final del serial Meglos, Romana recibe una llamada a Gallifrey de los Señores del Tiempo. Al principio del siguiente serial Full Circle, queda claro que, tras viajar con el Doctor, ya no desea regresar a casa. Antes de que se pueda resolver el asunto, la TARDIS se cae por un agujero de vacío. Su última aparición en televisión se da en Warriors' Gate, donde se marcha junto al perro robótico K-9 para seguir su propio camino en el universo paralelo del E-Espacio cuando le dan a elegir entre quedarse allí o regresar a Gallifrey. También aparece brevemente en el serial del 20 aniversario The Five Doctors, aunque mediante el uso de metraje de la historia incompleta Shada. Aparecería brevemente en el especial benéfico de 1993 Dimensions in Time. En El fin del mundo (2005), el Noveno Doctor dice que su mundo fue destruido y que él era el último de los Señores del Tiempo. En 2013, en El día del Doctor, se cambió retroactivamente este hecho, y se dijo que Gallifrey estaba perdido en otro universo. No queda claro en pantalla si Romana estaba o no en Gallifrey en ese momento, ni tampoco si sobrevivió siquiera a la Guerra del Tiempo.